# ГЕС Feixianguan
ГЕС Feixianguan (飞仙关电站) — гідроелектростанція у центральній частині Китаю в провінції Сичуань. Знаходячись між ГЕС Тонгтоу (вище по течії) та ГЕС Yǔchéng, входить до складу каскаду на річці Qingyi, яка приєднується ліворуч до Дадухе незадовго до впадіння останньої праворуч до Міньцзян (велика ліва притока Янцзи).
В межах проекту річку перекрили бетонною греблею висотою 43 метра, яка утримує водосховище з об'ємом 22,1 млн м3 (корисний об'єм 2,6 млн м3) та припустимим коливанням рівня поверхні у операційному режимі між позначками 622 та 623 метра НРМ (під час повені до 625,3 метра НРМ).  
Пригреблевий машинний зал обладнали двома турбінами типу Каплан потужністю по 50 МВт, які використовують напір від 14,9 до 24,9 метра (номінальний напір 20 метрів) та забезпечують виробництво 460 млн кВт-год електроенергії на рік.